# Abiï
Abiï (en rus: Абый) és una localitat rural i el centre administratiu d'Abyysky Rural Okrug del districte d'Abyysky a la República de Sakha, Rússia, situada a 80 quilòmetres de Bélaia Gorà, el centre administratiu del districte. La seva població segons el Cens de 2010 era de 491; per sota dels 498 registrats en el Cens de 2002.